# Fernando Verdes Montenegro
Fernando Verdes Montenegro y Castro (San Juan de Sistallo, Cospeito, 23 de abril de 1682 – Madrid, 11 de agosto de 1741) fue un hacendista y político español.  

## Biografía
Fernando Verdes Montenegro y Castro fue bautizado el 23 de abril de 1682 en la feligresía de San Juan de Sistallo en Cospeito, Lugo. Su padre, Francisco de Verdes-Montenegro, Señor de Casa Dopacio, pertenecía a la nobleza rural de Galicia y fue Corregidor de la Puebla de Sanabria, donde murió en 1710 durante el asalto de la ciudad por las tropas portuguesas en el transcurso de la Guerra de Sucesión Española.
El año de la muerte de su padre, Fernando Verdes Montenegro ejercía como Contador principal de los Estados del Conde-Duque de Benavente, señor territorial de la Puebla de Sanabria. Posteriormente se trasladó a Madrid, donde en octubre de 1716 probó su nobleza para acceder a la Orden de Calatrava. En ese momento ya había ingresado en la administración borbónica y desempeñaba funciones como contador en la Contaduría Mayor de Cuentas. Tras varios ascensos, en enero de 1724, a raíz de la abdicación de Felipe V en Luis I, fue nombrado Superintendente General y Secretario del Despacho Universal de Hacienda. Sin embargo duró poco en el cargo, pues en octubre de ese mismo año, apenas unas semanas después del prematuro fallecimiento del joven rey Luis I, fue acusado de malversación, destituido y enviado a Ciudad Real, donde se le puso bajo arresto. En marzo de 1728 fue exonerado de todos los cargos y rehabilitado, nombrándosele miembro del Real Consejo de Indias. Años después, en enero de 1740, es designado por segunda vez para situarse al frente de la Secretaría del Despacho Universal de Hacienda, en esta ocasión en sustitución de Juan Bautista de Iturralde, que había sido fuertemente contestado por su gestión. Desempeñó el puesto hasta el año siguiente en que falleció.

## El proceso contra Verdes Montenegro
A Verdes Montenegro se le acusó de haber ordenado librar pagos por importantes sumas a determinados acreedores empleando fondos que su predecesor, el Marqués de Campoflorido, había asignado a otros acreedores prioritarios. Habría además decidido ese cambio de destino de los fondos sin autorización escrita del rey. Verdes Montenegro alegó en su defensa que justamente había actuado por órdenes de Luis I, aunque éstas habían sido verbales, como era costumbre en el Rey. Algunos autores han sugerido que Verdes Montenegro pudo haberse visto afectado por las intrigas y luchas de poder que acompañaron la abdicación de Felipe V y su cuestionado regreso tras el fugaz reinado de su hijo. Verdes Montenegro fue al parecer protegido del Conde de Mirabal, que había sido Presidente del Consejo de Castilla en el periodo comprendido entre los años 1716 y 1724 y cuya estrella se apagó durante el breve reinado de Luis I.

## Familia y descendencia
Fernando Verdes Montenegro contrajo matrimonio el 26 de noviembre de 1731 en Madrid con Jacinta Gayoso Arias Ozores, natural de Pontevedra e hija de los condes de Amarante. Tuvieron tres hijos varones: Antonio (1732), Joseph (1733)  y Pedro (1736). Debido a que su hermano mayor Francisco tomó los hábitos religiosos, el mayorazgo de la Casa y solar de los Verdes Montenegro en Sistallo (Cospeito) recayó en la línea de Fernando Verdes Montenegro.